# Uranophora chalybea
Uranophora chalybea là một loài bướm đêm thuộc phân họ Arctiinae, họ Erebidae.